# Nowy Żelechów
Nowy Żelechów – wieś w Polsce położona w województwie mazowieckim, w powiecie grójeckim, w gminie Chynów.
Wieś wchodzi w skład sołectwa Żelechów
W latach 1975–1998 miejscowość należała administracyjnie do województwa radomskiego.